# Valerio Giacomini
Valerio Giacomini (1914 - 1981 ) fue una de las máximas personalidades científicas italianas y europeas, y principal referencia de toda una cultura ecológica, y por su actividad básica en el campo de la Historia natural y de la conservación de la naturaleza (Parques y Reservas Naturales), sea por su autoridad y la vastedad de sus concepciones filosóficas y científicas.

## Biografía
Giacomini nació en Fagagna (Udine), más prontamente la familia se trasladó a Brescia, que se convertiría en su ciudad adoptiva. Se licencia en Historia natural en Pavia, antes de la guerra. Después del armisticio y siendo capturado, fue internado en un campo de exterminio y condenado a muerte por hambre. Se salvó in extremis por las tropas aliadas.
En 1956 fue profesor ordinario de botánica en la Universidad de Sassari. Posteriormente fue nominado director de los Institutos botánicos de las Universidades de Catania, Nápoles, Roma, donde se estableció definitivamente y donde, en 1975, ocupó la primera cátedra italiana de ecología. Falleció en Roma, al alba del 6 de enero de 1981, dejando una vastísima herencia cultural y una auténtica escuela de pensamiento.

## Pensamiento y obra
Valerio Giacomini legó su nombre a numerosas iniciativas científicas, especialmente de carácter transdisciplinario, incluías la desertificación del Sahel, la consolidación de las Pampas argentinas y, la última y muy significativa: el programa Man & Biosphere de la Unesco, para el cual dirigió el proyecto 8 (La reserva de la biósfera), y en el proyecto 11 (El ecosistema urbano de Roma).
Junto con Tomaselli introdujo y difundió por Italia la fitosociología, desde principios de los años cincuenta.
Sus contribuciones fueron fundamentales en la contribución a la geobotánica, la cartografía vegetacional, ecología teórica y aplicada al campo de la conservación de la naturaleza, para las cuales ocupó múltiples y prestigiosas posiciones en el campo nacional y sobre todo internacional. También lanzó las bases de la concepción científica del Paisaje ("el paisaje es un conjunto de ecosistemas ...") anticipando a menudo conceptos de la ecología del paisaje. Fue presidente de numerosas asociaciones científicas y culturales de alto nivel.
Profundamente católico, y casi apolítico, pero muy abierto de mente, sin adherir a la teoría de la evolución, incluso teniendo él en cuenta que la teoría de la evolución fue lo máximo e insustituible instrumento de indagación de la biología actualmente. Nunca le gustó el ambientalismo ni el ecologismo, aunque reconoció sus muchos méritos, y sintió hostilidad a formar un partido político "verde". Siempre defendió con firmeza la metodología y el rigor científico, a menudo combinados con los más profundos valores humanos y las cuestiones sociales. Fue un humano de grandes síntesis, de visiones unificadoras extensas y, al mismo tiempo, de ideas meditadas.
Fue creador del Jardín de la Flora de Los Apeninos de Capracotta.

## Honores

### Epónimos
- Jardín botánico del parque nacional del Stelvio (Bormio) y del Etna, con una importante y activa "Fundación V. Giacomini", con sede en Gargnano (BS), cerca del Parque Regional del Alto Garda Bresciano. En su biblioteca, de notable importancia, comprende 4.000 volúmenes, y hoy conservada por el Museo de Historia Natural de Brescia.

- Refugio Valerio Giacomini del Jardín Botánico Nuova Gussonea

## Algunas publicaciones
Sus publicaciones sumaron más de 450 obras, entre las que se mencionan: "Sillabus Bryophitarum Italicarum" (1946), "La flora", (Edic. T.C.I., 1958), y su última y penetrante (publicada póstumamente, y por desgracia no muy difundida): "Perché l'ecologia" (Edic. La Scuola, 1980). La única bibliografía anotada de V. Giacomini, aunque no del todo completa, se publicó en 1983 en el seno de una antología de sus letras ("La rivoluzione tolemaica") por la Editorial "La Scuola" de Brescia.
- La abreviatura «Giacom.» se emplea para indicar a Valerio Giacomini como autoridad en la descripción y clasificación científica de los vegetales.[1]